# Culicoides bigeminus
Culicoides bigeminus är en tvåvingeart som beskrevs av Wirth och Hubert 1989. Culicoides bigeminus ingår i släktet Culicoides och familjen svidknott. Inga underarter finns listade i Catalogue of Life.